# Jan Tideman
Jan Tideman (Alkmaar, 3 augustus 1821 – Den Haag, 8 februari 1901), pseudoniem Conviva, was een Nederlands conservator, ambtenaar, redacteur en bibliothecaris.
Tideman doorliep vanaf 1834 de Latijnse school in Utrecht en studeerde van 1838 tot 1845 aan de Universiteit, eveneens in Utrecht. In 1844 werd hij conservator oudheden van het Provinciaal Utrechts Genootschap van Kunsten en Wetenschappen. In 1844 richtte hij samen met onder meer Pieter Jacobus Vermeulen en Willem Jonckbloet de Vereeniging ter bevordering der oude nederlandsche letteren op.
Op 3 april 1847 werd hij benoemd tot adjunct-redacteur van de Staatscourant, waarvoor hij naar Den Haag verhuisde. In 1849 gaf hij twee brochures uit waarin hij kritiek leverde op de Staatscourant en aandrong op een snellere bekendmaking van de handelingen van de Staten-Generaal. Dit bracht hem in onmin met minister van binnenlandse zaken, Jacobus Mattheüs de Kempenaer, op wiens voorstel hij op 9 oktober 1849 eervol ontslagen werd.
Kort daarna werd hij hulpsecretaris en op 14 november 1850 secretaris van het Koninklijk Instituut van Ingenieurs. Van 1854 tot 1859 was hij mede-redacteur van de Algemeene konst- en letterbode en van 1860 tot 1863 van de Nederlandsche Spectator. Vanaf 1880 was hij werkzaam bij de Koninklijke Bibliotheek, waar hij op 1 januari 1897 eervol ontslagen werd.